# Сімферополь
Сімферо́поль (МФА: [sʲimfeˈrɔpɔlʲ] ( прослухати)), Акмєсджи́т (крим. Aqmescit) — місто в Україні, столиця Автономної Республіки Крим, адміністративний центр Сімферопольського району. З березня 2014 року місто тимчасово окуповане Росією. Рішенням тимчасової окупаційної адміністрації місто названо адміністративним центром «Республіки Крим». Розташоване на берегах річки Салгир, на північних схилах Кримських гір, між двома пасмами його передгір'я.
Місто адміністративно поділено на три міські райони — Залізничний, Київський та Центральний.

## Назва
Назва Акмєсджит (за правилом дев'ятки, ближче до оригіналу Акмєсджі́т, зросійщений варіант — Ак-Мече́ть) перекладається з кримськотатарської як «біла мечеть», мається на увазі мечеть Кебір-Джамі, найстаріша будівля міста. Водночас в багатьох тюркських мовах, в тому числі і в кримськотатарській, Ак (білий) означає також захід, тоді як Кок (блакитний) — схід.

Сучасна назва впроваджена російською імператрицею Катериною II в рамках її «Грецького проєкту» на честь її девізу. Ім'я Сімферополь у перекладі з дав.-гр. ἡ Συμφερούπολις /ге̅ сӱмферу́поліс/ означає «Місто (до) загального блага».
Мій девіз — бджоли, що літають від рослини до рослини, збирають свій перший мед, і носять його у вулик, що є корисним (рос.: Мой девиз — летающие от растения к растению пчелы, собирающие свой первый мед, и носящие его в улей, что является полезным.)
Звідси ж на гербі міста з'явилася бджола.
У першій половині XX століття українською місто називалося також Симферопіль, Семферопіль.

## Історія

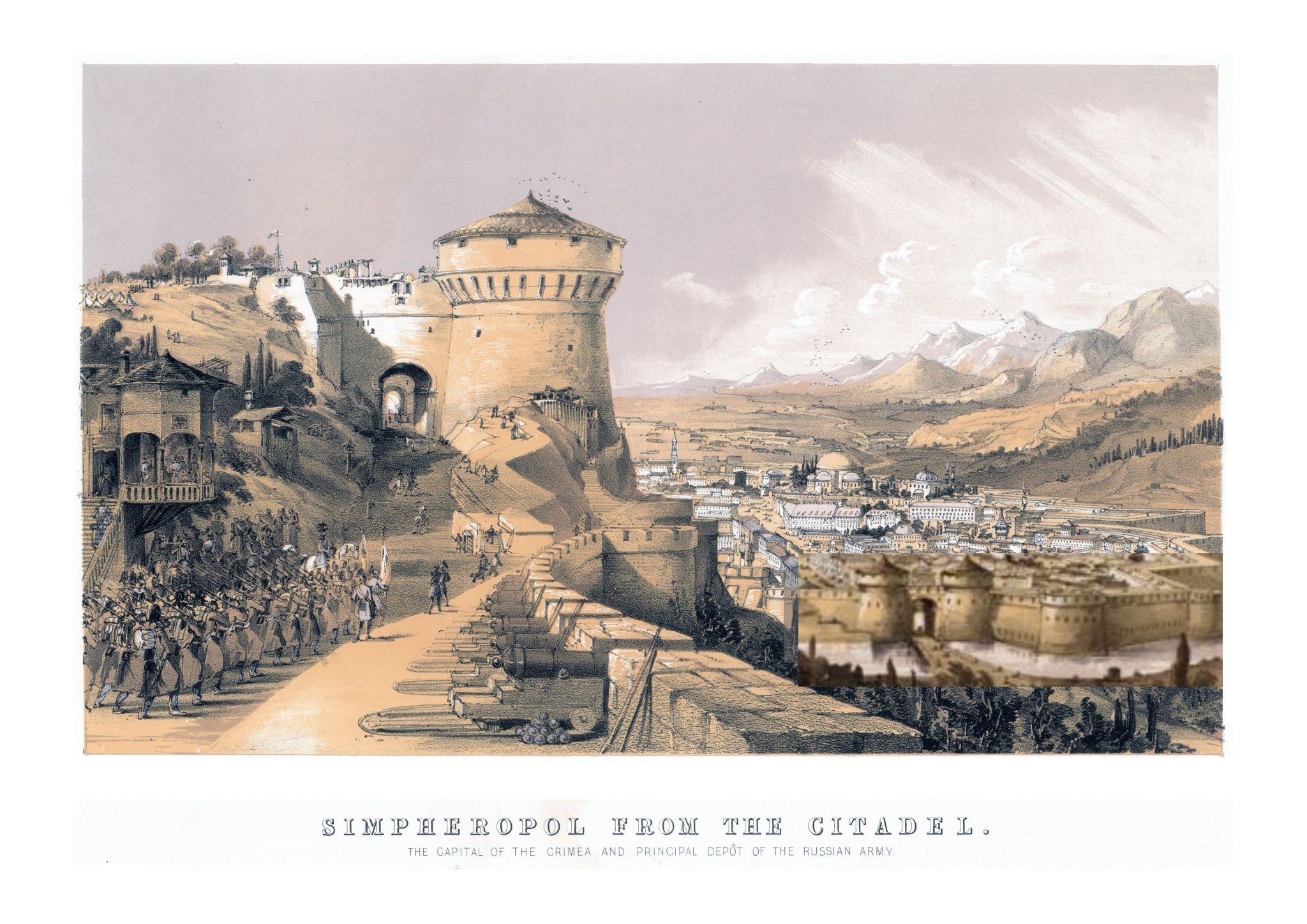
Панорама Сімферополя, 1855

На території міста відомі знахідки залишків житла людини ще з доби палеоліту.
Перше античне поселення виникло у ІІІ столітті до н. е. як столиця скіфів у Таврії Неаполь Скіфський. На межі ІІ-ІІІ століть н. е. Неаполь став занепадати під ударами греків; остаточно місто зникло в результаті навали готів у ІІІ ст і гунів у IV ст., а його залишки були випадково виявлено лише у ХІХ ст.
Щонайменше з початку XVII століття — в долині Салгира вже існувало велике місто Акмєсджит (зросійщено Ак-Мечеть, «біла мечеть»), резиденція кримського калга-султана. Після захоплення Криму Російською імперією у 1784 році імператрицею Катериною II місто отримало назву Сімферополь («місто загального блага») і стало адміністративним центром новоствореної Таврійської області (з 1802 — губернії).
- 24 квітня 1918 року Сімферополь був здобутий Кримською групою Армії УНР.
- У 1921–1945 роках — центр Кримської Автономної РСР, з 1945 — Кримської області РРФСР.
- 1954 р. — Кримська область в складі УРСР
- 1991 р. — адміністративний центр Кримської АРСР.
- З 1998 р. — столиця АР Крим.
- У лютому-березні 2014 місто окуповане Росією і проголошено адміністративним центром так званої «Республіки Крим».

## Географія

### Клімат
Клімат напівсухий, теплий, з м'якою зимою. Звичайна температура січня +0,4 °C, липня +23,3 °C. Опадів 509 мм в рік, кількість годин сонячного сяйва 2469 на рік. Зима триває переривчасто (з 29 грудня по 25 лютого). На вегетаційний період припадає 270 мм опадів.
| Клімат Сімферополь (1981-2010)                                           | Клімат Сімферополь (1981-2010) | Клімат Сімферополь (1981-2010) | Клімат Сімферополь (1981-2010) | Клімат Сімферополь (1981-2010) | Клімат Сімферополь (1981-2010) | Клімат Сімферополь (1981-2010) | Клімат Сімферополь (1981-2010) | Клімат Сімферополь (1981-2010) | Клімат Сімферополь (1981-2010) | Клімат Сімферополь (1981-2010) | Клімат Сімферополь (1981-2010) | Клімат Сімферополь (1981-2010) | Клімат Сімферополь (1981-2010) |
| Показник                                                                 | Січ.                           | Лют.                           | Бер.                           | Квіт.                          | Трав.                          | Черв.                          | Лип.                           | Серп.                          | Вер.                           | Жовт.                          | Лист.                          | Груд.                          | Рік                            |
| Абсолютний максимум, °C                                                  | 20,4                           | 21,9                           | 28,7                           | 31,5                           | 34,2                           | 37,7                           | 39,3                           | 39,5                           | 37,2                           | 33,3                           | 28,0                           | 25,4                           | 39,5                           |
| Середній максимум, °C                                                    | 3,9                            | 4,7                            | 9,1                            | 15,9                           | 21,4                           | 25,7                           | 28,9                           | 28,7                           | 23,1                           | 17,0                           | 10,4                           | 5,6                            | 16,2                           |
| Середня температура, °C                                                  | 0,2                            | 0,4                            | 3,9                            | 9,9                            | 15,1                           | 19,5                           | 22,3                           | 22,0                           | 16,9                           | 11,3                           | 5,8                            | 2,0                            | 10,8                           |
| Середній мінімум, °C                                                     | −2,9                           | −3,2                           | −0,3                           | 4,8                            | 9,5                            | 13,9                           | 16,5                           | 16,1                           | 11,2                           | 6,8                            | 2,2                            | −1,1                           | 6,2                            |
| Абсолютний мінімум, °C                                                   | −26                            | −30,3                          | −18,4                          | −11,1                          | −8,4                           | 0,7                            | 3,6                            | 3,8                            | −5,1                           | −11,4                          | −21,7                          | −23,2                          | −30,3                          |
| Середня кількість сонячних годин на місяць                               | 86,8                           | 101,7                          | 164,3                          | 210,0                          | 282,1                          | 315,0                          | 341,0                          | 316,2                          | 261,0                          | 204,6                          | 114,0                          | 74,4                           |                                |
| Норма опадів, мм                                                         | 39                             | 36                             | 37                             | 34                             | 34                             | 58                             | 47                             | 52                             | 42                             | 42                             | 49                             | 45                             | 515                            |
| Днів з дощем                                                             | 12                             | 11                             | 11                             | 11                             | 10                             | 11                             | 8                              | 7                              | 10                             | 11                             | 13                             | 14                             | 129                            |
| Днів зі снігом                                                           | 11                             | 11                             | 7                              | 1                              | 0                              | 0                              | 0                              | 0                              | 0                              | 1                              | 4                              | 9                              | 44                             |
| Вологість повітря, %                                                     | 85                             | 81                             | 76                             | 69                             | 68                             | 67                             | 63                             | 63                             | 69                             | 76                             | 82                             | 84                             | 74                             |
| ------------------------------------------------------------------------ | ------------------------------ | ------------------------------ | ------------------------------ | ------------------------------ | ------------------------------ | ------------------------------ | ------------------------------ | ------------------------------ | ------------------------------ | ------------------------------ | ------------------------------ | ------------------------------ | ------------------------------ |
| Джерело: Pogoda.ru.net, Hong Kong Observatory for data of sunshine hours |                                |                                |                                |                                |                                |                                |                                |                                |                                |                                |                                |                                |                                |

## Населення
Населення Сімферополя швидко зростало, зокрема після побудови залізниці Лозова — Сімферополь (1872—1875); його кількість, осіб:
| 1840 | 1864   | 1887   | 1897   | 1914   | 1926   | 1939    | 1959    | 1970    | 1989    | 2001    | 2009    | 2014    |
| ---- | ------ | ------ | ------ | ------ | ------ | ------- | ------- | ------- | ------- | ------- | ------- | ------- |
| 8584 | 17 000 | 38 000 | 49 078 | 91 000 | 86 145 | 142 634 | 187 623 | 249 053 | 343 565 | 343 644 | 337 139 | 338 319 |

Національний склад Сімферополя за переписом 2001 року року
|                 | чисельність | частка, % |
| --------------- | ----------- | --------- |
| росіяни         | 238 938     | 66,7      |
| українці        | 76 147      | 21,3      |
| кримські татари | 25 209      | 7,0       |
| білоруси        | 4 102       | 1,1       |
| євреї           | 2 371       | 0,7       |
| вірмени         | 2 130       | 0,6       |
| татари          | 1 339       | 0,4       |
| азербайджанці   | 1 014       | 0,3       |
| поляки          | 717         | 0,2       |
| греки           | 619         | 0,2       |
| молдавани       | 561         | 0,1       |

Рідні мови населення Сімферополя за переписом 2001 року
|                   | російська | кримськотатарська | українська | вірменська | білоруська |
| Сімферополь       | 85,57     | 6,81              | 6,24       | 0,34       | 0,12       |
| ----------------- | --------- | ----------------- | ---------- | ---------- | ---------- |
| Залізничний район | 87,53     | 4,82              | 6,38       | 0,30       | 0,11       |
| Київський район   | 85,92     | 6,81              | 6,04       | 0,33       | 0,14       |
| Центральний район | 83,59     | 8,32              | 6,41       | 0,39       | 0,11       |

## Економіка
Сімферополь — досить значний промисловий центр. Провідними галузями є машинобудування, харчова і легка промисловість, понад 70 підприємств, серед яких ВО «Фотон», «Пневматика», «Кримпродмаш», заводи «Сантехпром», «Фіолент», електробудівельний завод «СЕЛМА», швейне, трикотажне і взуттєве об'єднання, шкіргалантерейна фабрика, НВО «Ефірмасло», 2 консервні заводи, кондитерська і макаронна фабрики, пивобезалкогольний комбінат «Крим», заводи побутової хімії і пластмас, «Кримбудматеріали», «Кримнерудпром».

## Транспорт

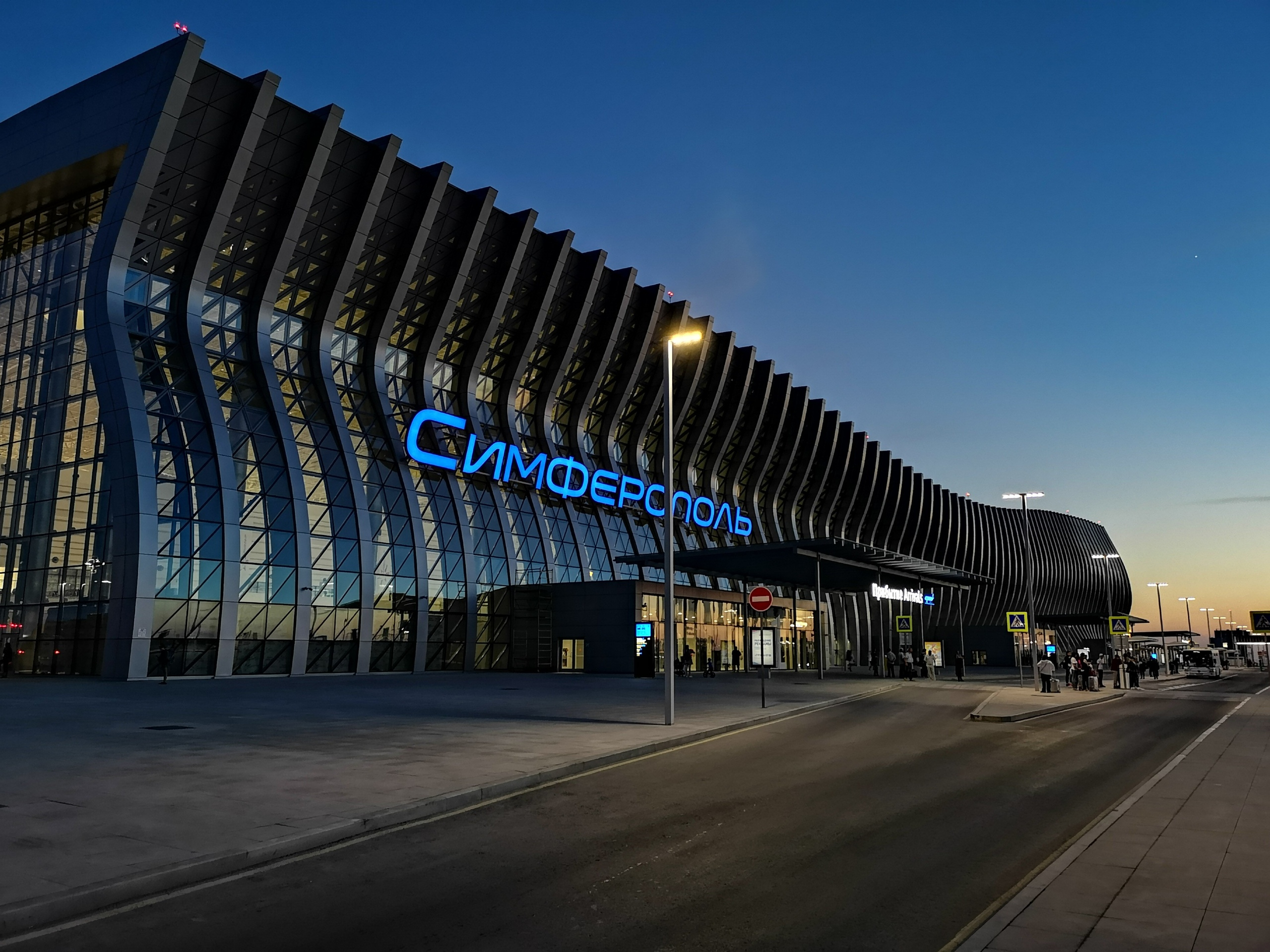
Міжнародний аеропорт «Сімферополь» імені Амет-Хан Султана

- Сімферопольський залізничний вокзал є найбільшим вокзалом Криму. З 27 грудня 2014 року поїзди «Укрзалізниці» у напрямку Криму до деокупації від російських загарбників тимчасово скасовані[15]. На початку 2015 року обслуговував лише приміські поїзди.
- Міжнародний аеропорт «Сімферополь» імені Султана Амет-Хана (з березня 2014 року і до повномасштабного російського вторгнення в Україну (з 2022) обслуговував лише рейси російського напрямку)
- тролейбусна лінія Сімферополь — Алушта — Ялта, яка пролягає однією із найгарніших трас Криму. Від Сімферополя до Алушти вона йде крізь лісові місцевості Кримських гір, а від Алушти до Ялти — вздовж Чорного моря. Міжміські тролейбуси вирушають зі станції «Курортна» (біля залізничного вокзалу).
- Добре розвинуте автобусне сполучення з багатьма місцевостями Криму, в тому числі зі всіма курортами. У місті функціонують 4 міжміські автостанції: «Центральна», «Курортна», «Східна» (напрямок на Феодосію) та «Західна» (напрямок на Бахчисарай).

Східною околицею міста пролягає автошлях міжнародного значення E105.
В місті розвинуте автобусне та тролейбусне сполучення.

## Освіта та наука

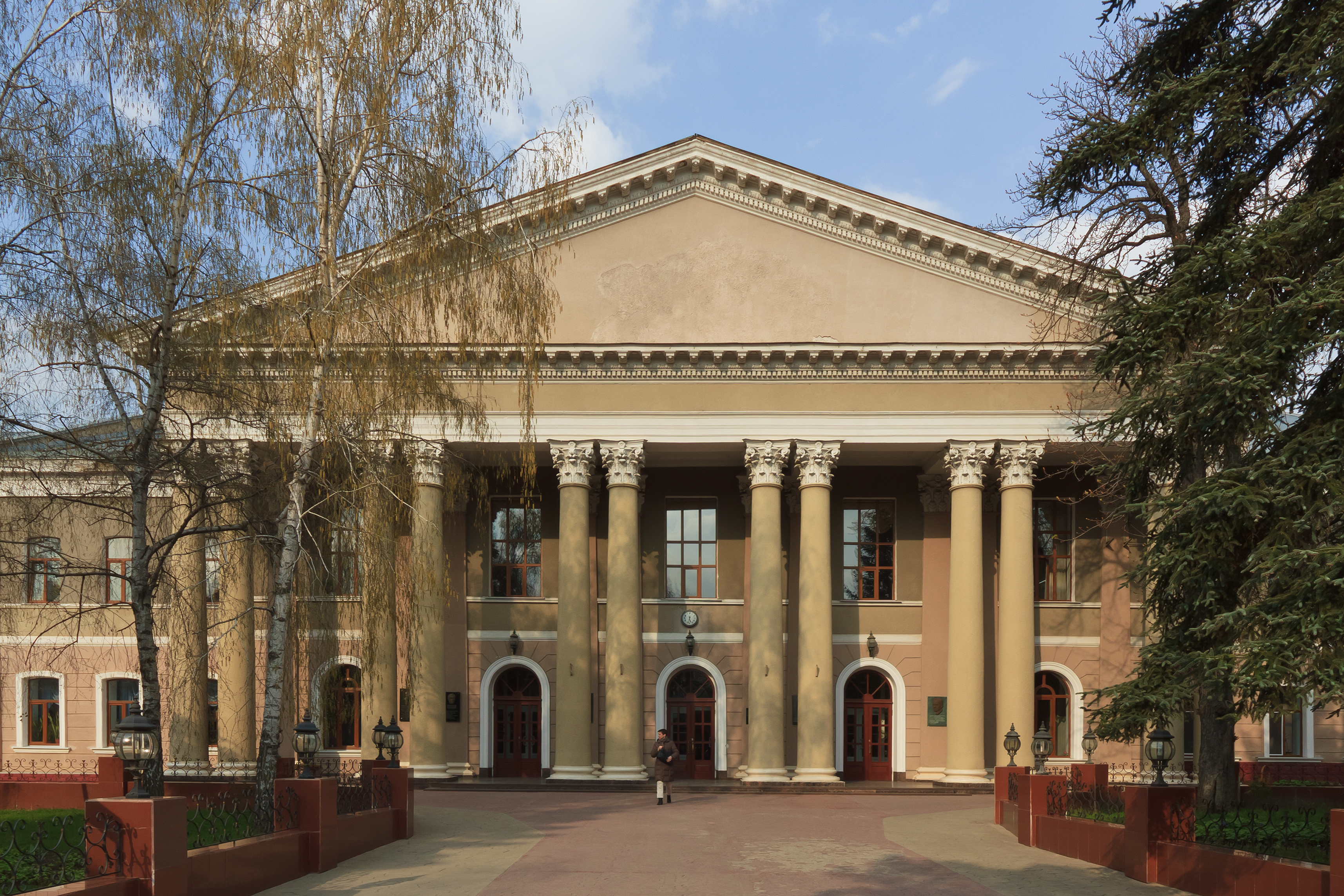
Кримський державний медичний університет імені С. І. Георгієвського

- Таврійський національний університет імені В. І. Вернадського;
- Кримський державний медичний університет імені С. І. Георгієвського

Інститути: гуманітарно-екологічний, індустріально-педагогічний, природоохоронного і курортного будівництва, Сімферопольське музичне училище ім. П.I. Чайковського, 12 середніх спеціальних навчальних установ, 37 профтехучилищ, науково-дослідницькі і проєктно-конструкторські установи, зокрема Інститут мінеральних ресурсів, «Кримпроєкт», «Чорноморнафтогазпроєкт», Кримська філія Інституту археології НАН України, Кримське відділення Інституту сходознавства НАН України, Кримський центр гідрометеорології, сейсмічна станція, Кримський економічний інститут Київського національного економічного університету ім. В. Гетьмана тощо.

## Культура

### Музеї

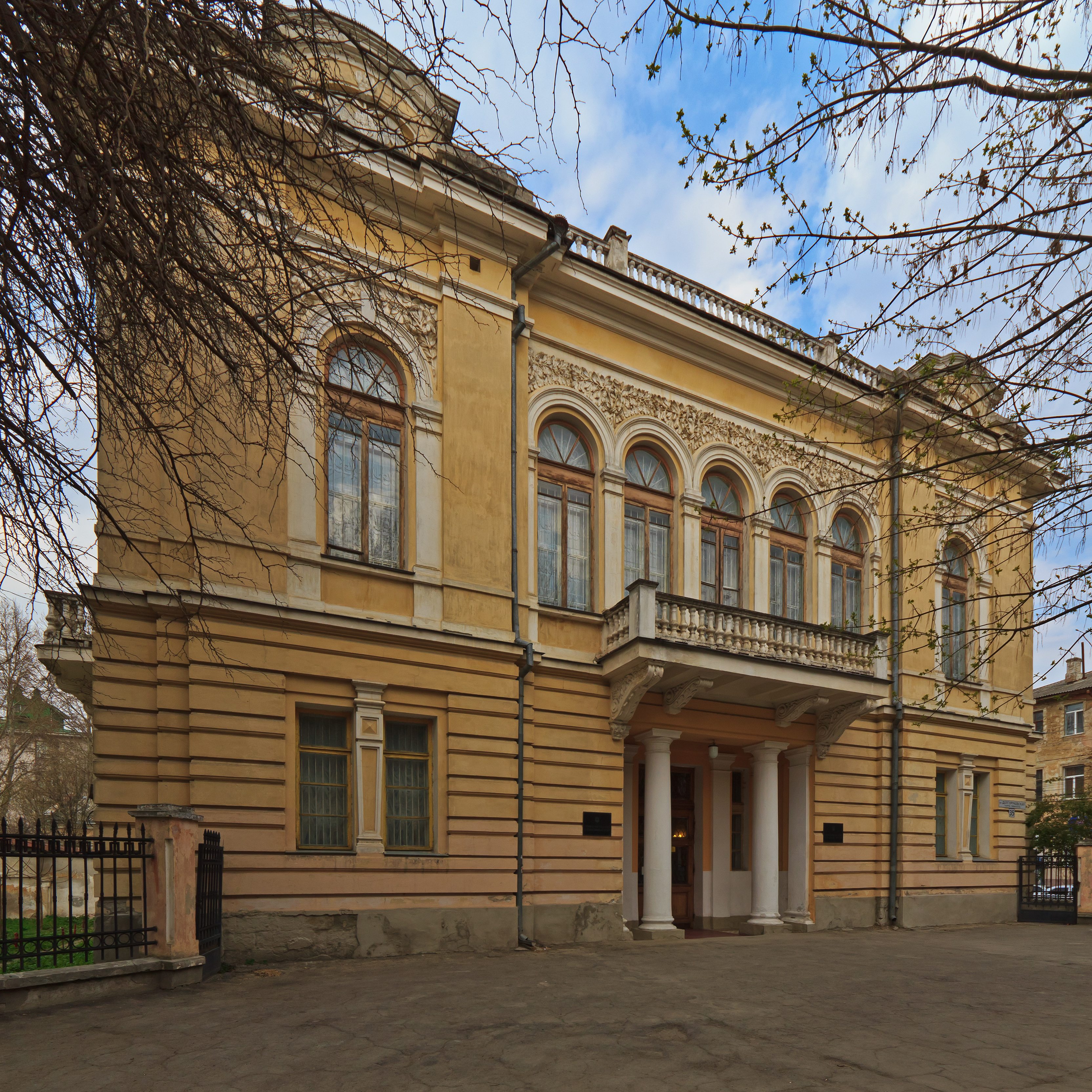
Сімферопольський художній музей

- Музей історії міста Сімферополя
- Етнографічний
- Краєзнавчий
- Художній
- Кримськотатарський музей мистецтв
- Музей археології Криму
- Будинок-музей Іллі Сельвінського

### Театри

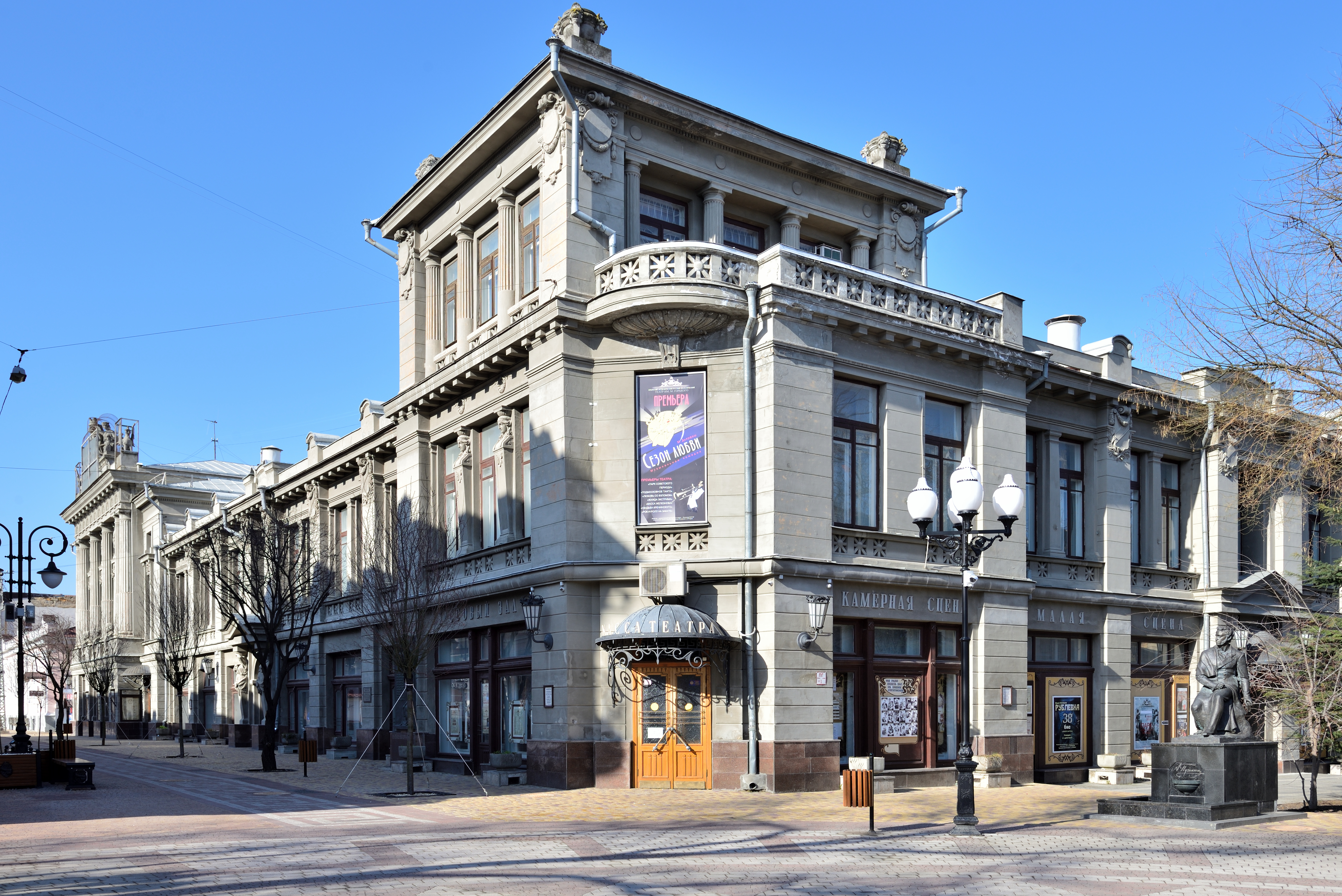
Кримський академічний російський драматичний театр імені М.Горького, 1911, архітектор Бекетов О. М.

- Кримський академічний російський драматичний театр імені Максима Горького,
- Кримський академічний український музичний театр
- Сімферопольський театр ляльок
- Кримськотатарський академічний музично-драматичний театр
- Сімферопольська філармонія
- Сімферопольський театр юного глядача

### Кінотеатри

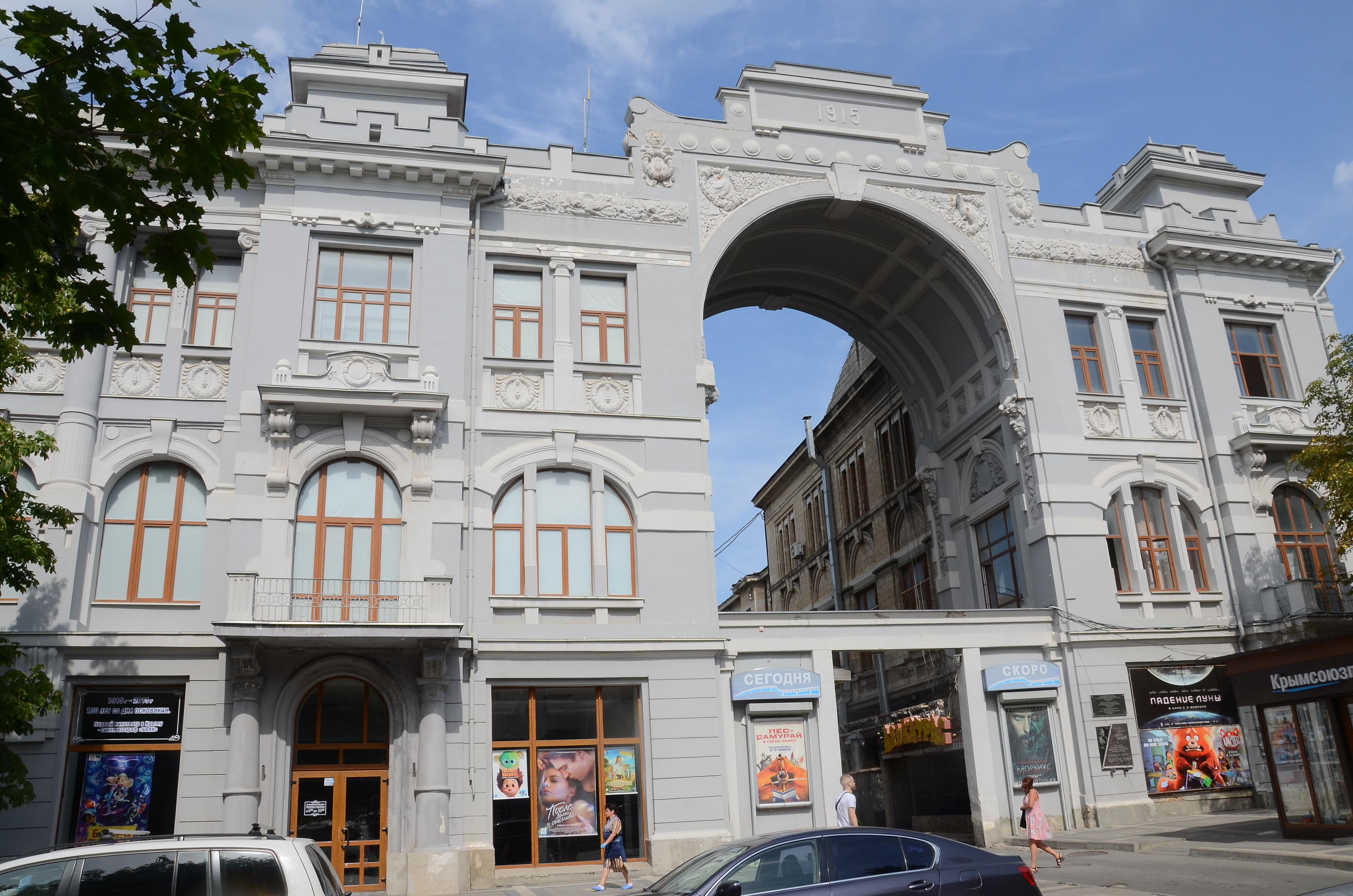
Будівля кінотеатру ім. Шевченка, модерн, 1915, архітектор Краснов М. П.

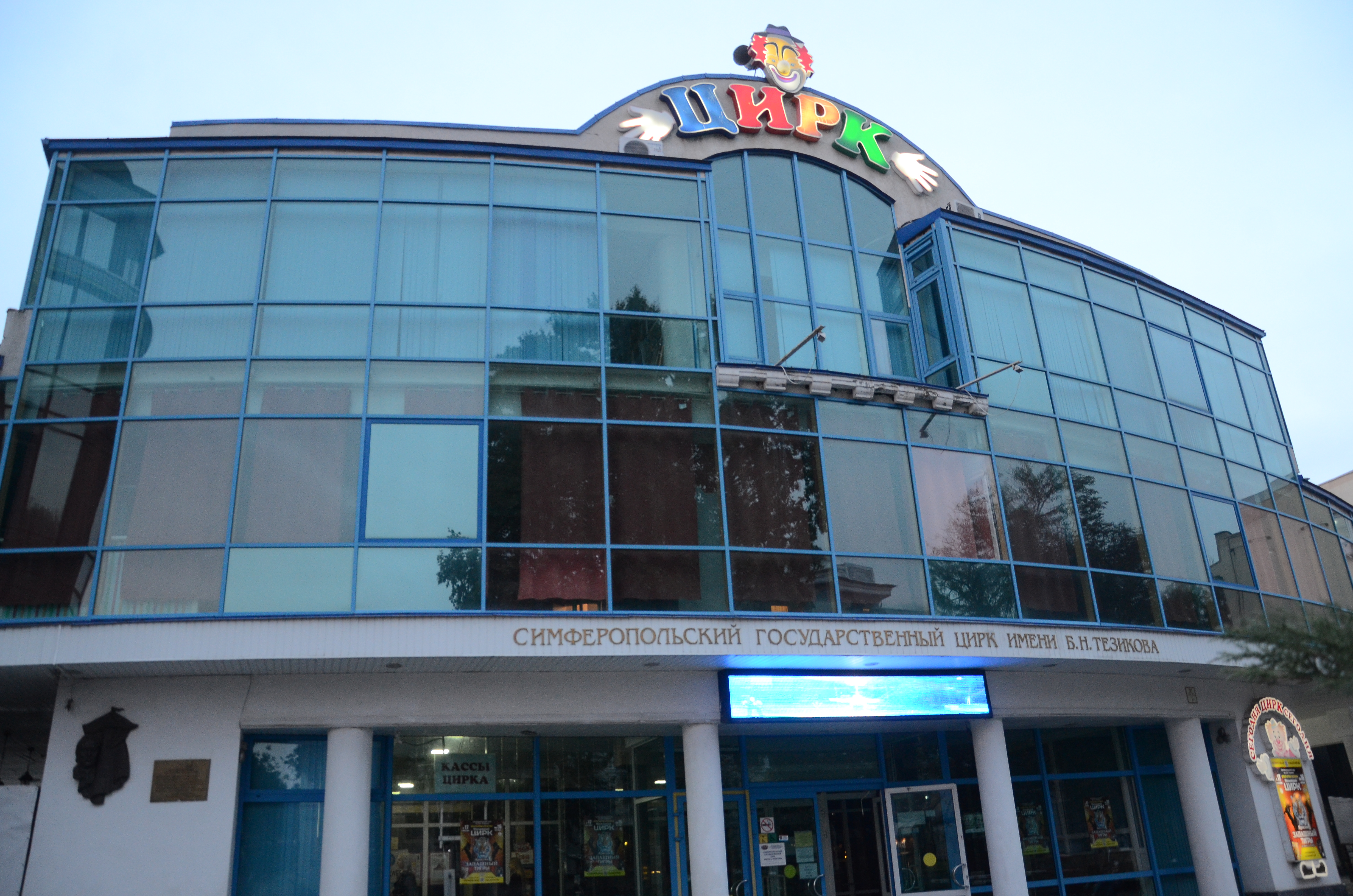
Сімферопольський цирк

- Кінотеатр імені Тараса Шевченка (з 1904 року)
- Кінотеатр «Спартак» (з 1910 року)
- «Ілюзіон» — кінотеатр відкритий у 1910 році в помешканні купців Розенштейнів на Олександро-Невській вулиці[16]
- «Ампір» — відкритий у 1910 році в будинку купця Спіро. Будівля була розташована поруч із готелем «Асторія». Кінотеатр багато разів перейменовували: з 1929 року — «Прожектор», з 1931 року — «Культфільм», з 1957 року — «Піонер». У 1965 році отримав назву «рос. Алые паруса» й проіснував до 1980 року[17]
- «Тріанон» — у 1913 році відкритий в магазині «Пасаж», у будинку кандидата медицини В. Г. Бухштаба
- «Зірка»
- «Супутник» (вул. Севастопольська)
- «Кінотеатр імені Субхі, Батьківщина» (вул. Крилова)
- «Космос» (з 1970-х років)
- «Мир» — відкритий 30 травня 1964 року. У 1990-х роках було заплановано реконструкція кінотеатру, проте новий проєкт та реконструкція не здійснена[18]
- «Сімферополь» (з 1956 року)

### Бібліотеки
- Кримська республіканська бібліотека для дітей імені В. Н. Орлова
- Кримська республіканська бібліотека для юнацтва
- Кримська республіканська універсальна наукова бібліотека імені І. Франка
- Кримськотатарська бібліотека ім. І. Гаспринського

### Пам'ятники та пам'ятки міста
У Сімферополі на обліку перебувають об'єкти культурної спадщини: один археологічний комплекс національного значення; 94 пам'ятки архітектури, з яких 3 — національного значення; 114 пам'яток історії.
- Кебір-Джамі
- Хаджі Сеїт-Нафе
- Грецькі торгові ряди
- Комплекс земської лікарні
- Особняк Дінцера
- Садиба Палласа
- Будинок на Салгирі
- Долгоруковський обеліск
- Готель Європейський
- Житловий будинок уряду Кримської АРСР.

Напередодні 18 травня 2024 року окупаційна влада демонтувала пам'ятник українському генералові Петру Григоренку, який відстоював права кримських татар. Пам'ятник був відкритий в Сімферополі на Радянській площі за ініціативою Меджлісу кримськотатарського народу у 1999 році.

### Інші заклади
Цирк, бюро подорожей і екскурсій, турбаза «Таврія».
- Кримський республіканський благодійний фонд допомоги біженцям та переселенцям

## Релігія

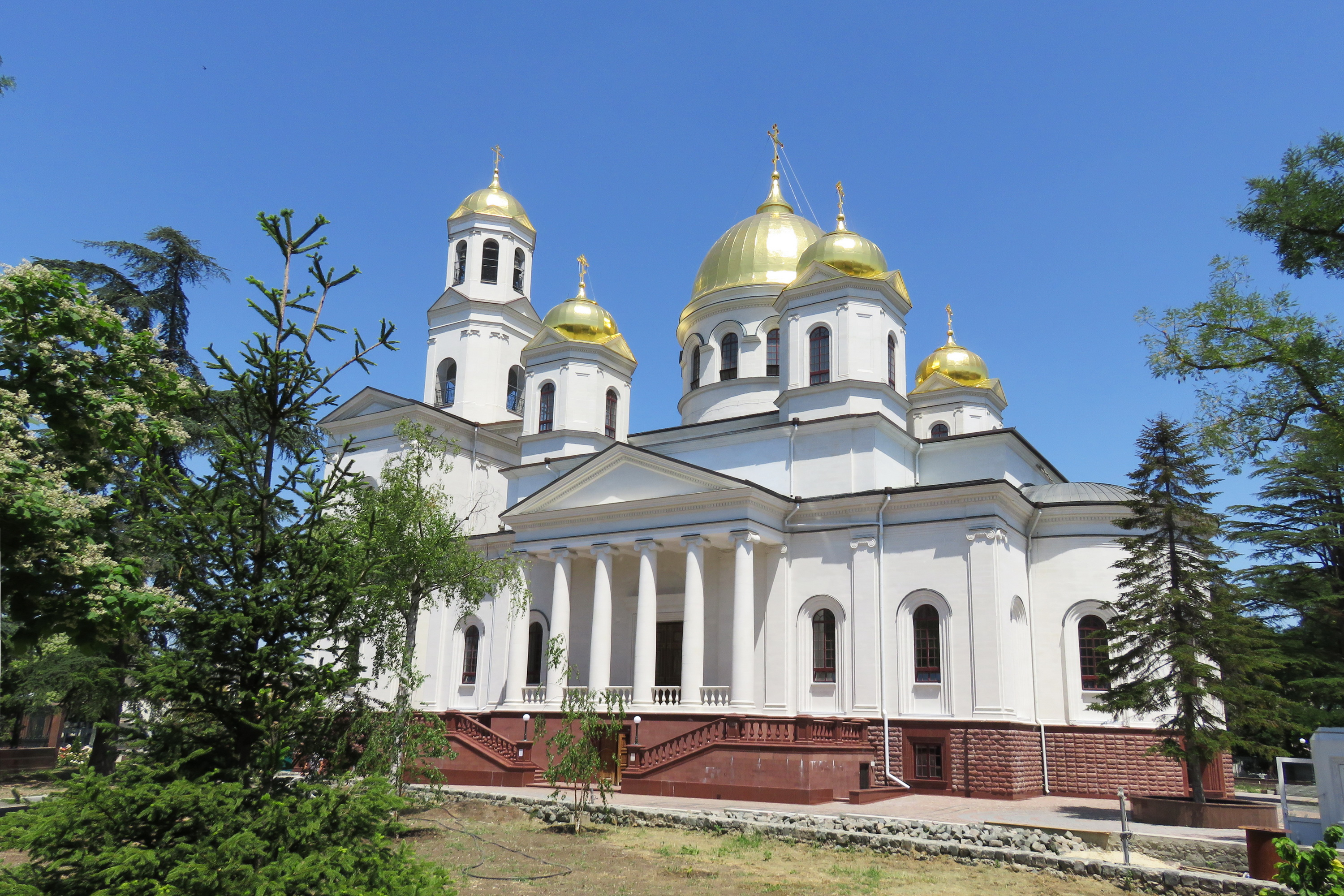
Олександро-Невський собор

### Християнство

#### Українська православна церква Московського патріархату
- Храм святих рівноапостольних Костянтина та Єлени
- Собор Петра і Павла
- Храм Трьох Святителів
- Свято-Троїцький собор
- Олександро-Невський собор

#### Православна церква України
- Кафедральний собор святих рівноапостольних князя Володимира та княгині Ольги[21]

#### Римсько-католицька церква в Україні

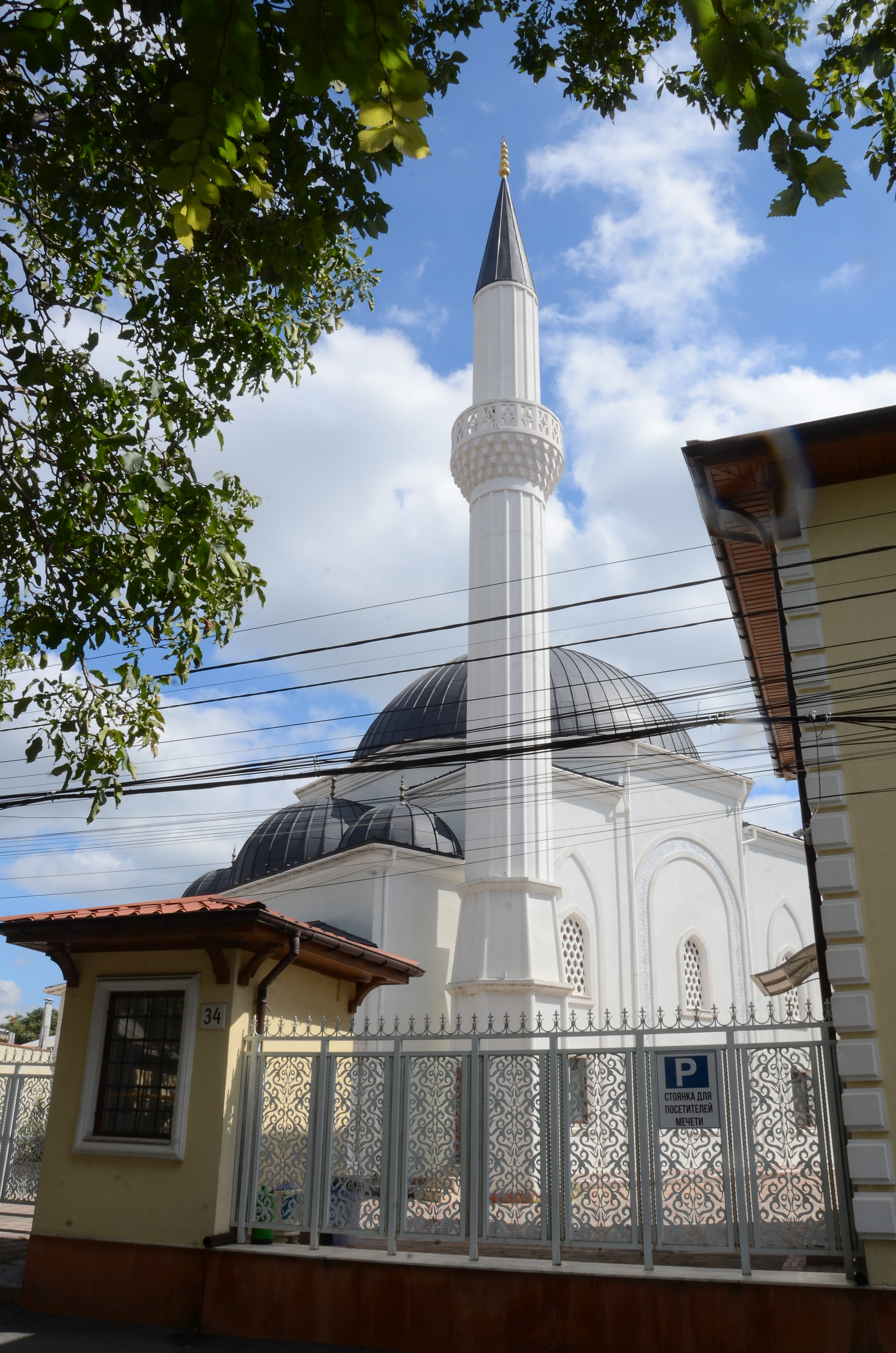
Сеїт-Сеттар

- Каплиця Успіння Пресвятої Діви Марії[22]

### Іслам
- Кебір-Джамі
- Сеїт-Сеттар
- Хаджі Сеїт-Нафе
- Буюк Джума-Джамі
- Чокурча-Джамісі
- Джемаат Джамі (будується)
- Мерхамет Джамісі (реконструкція)
- Ак-Мечит Джамі
- Бор-Чокрак Джамісі
- Сувукъ-дере (будується)[23]
- Мечеть мікрорайону Мар'їне
- Мечеть на території Сімферопольської виправної колонії № 102

## Туризм

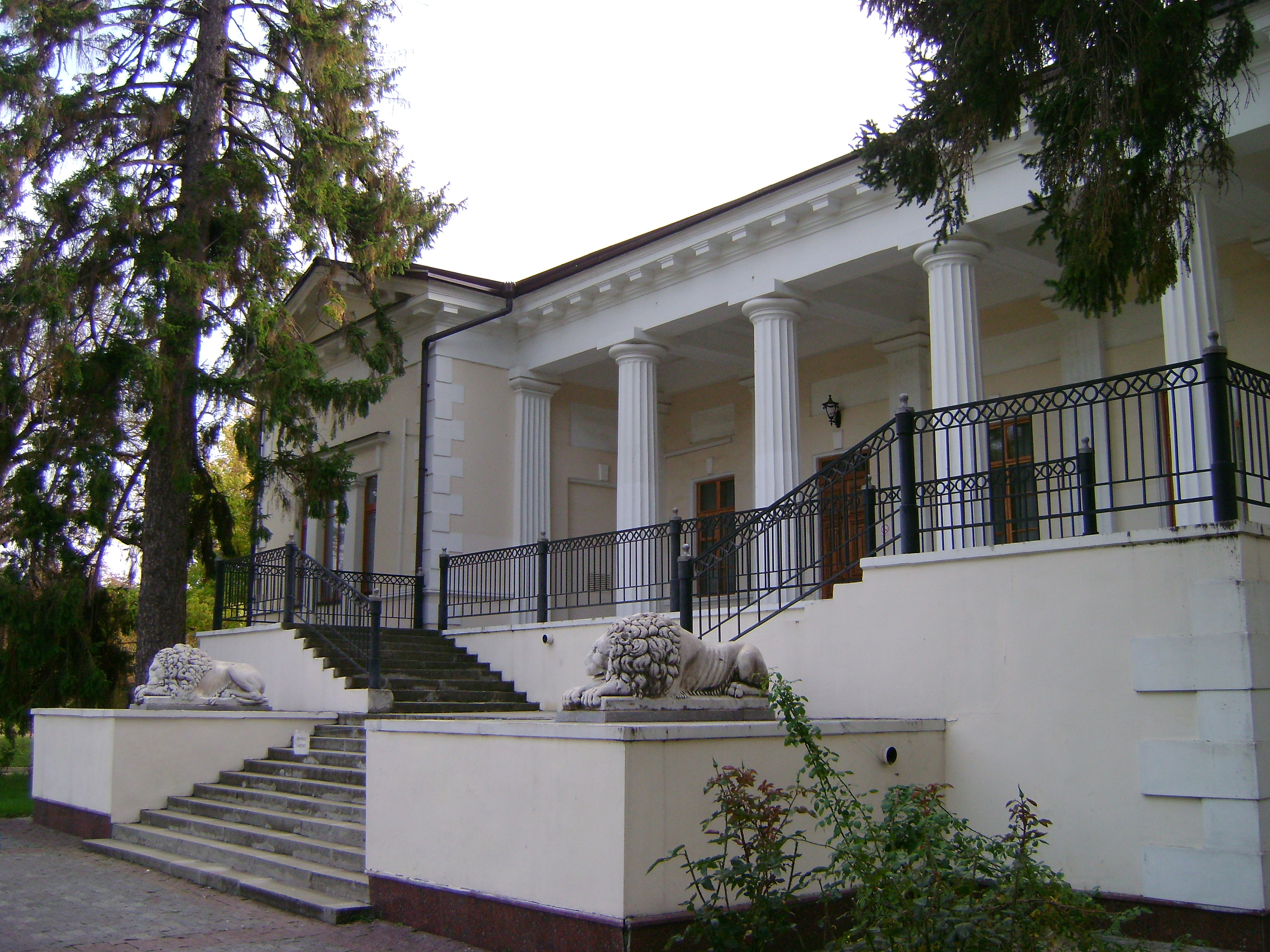
Палац Воронцова, класицизм (1826), парк Салгирка

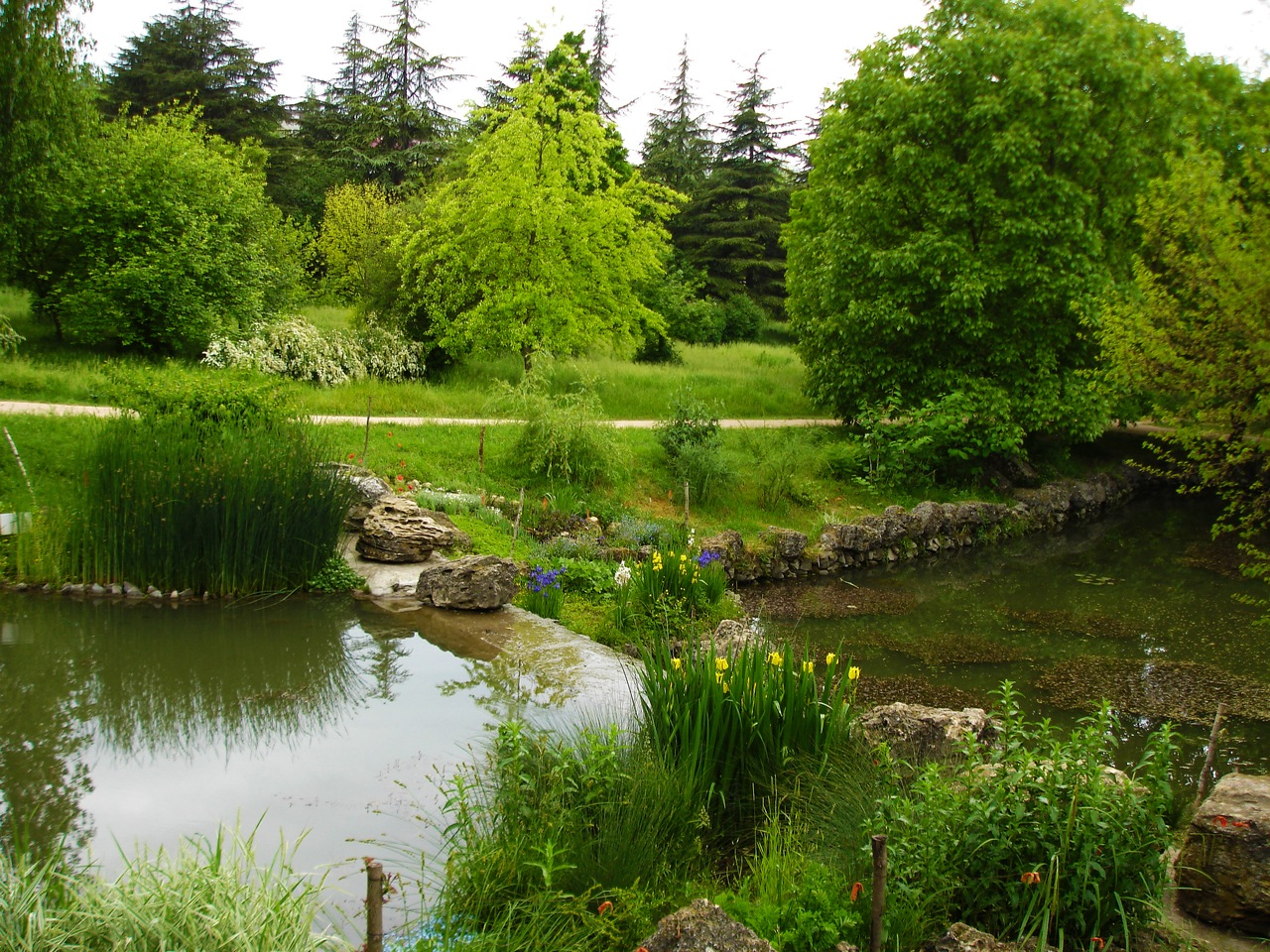
Ботанічний сад при ТНУ імені Володимира Вернадського

Численні об'єкти туризму, пам'ятники Другої світової війни, невідомому солдату, партизанам та підпільникам Криму, Богдану Хмельницькому, О. Суворову, М. Фрунзе, О. Пушкіну, К. Треньову, меморіали жертвам фашизму, кримчанам, загиблим в Афганістані.
Пам'ятки природи
- Ботанічний сад ТНУ ім. В. І. Вернадського (парк «Салгирка»)
- Дуб «Богатир Тавриди» — 650 років, висота — 25 м, довжина стовбура в обхваті — 5,25 м — Дитячий парк.
- П'ятистовбурний каштан — вул. Фрунзе, 30.

Пам'ятки архітектури
- Палац М. С. Воронцова (1826)
- Будинок Чірахова (початок ХХ століття)
- Залізничний вокзал (1951)
- Кримський академічний російський театр (1911)
- Кінотеатр імені Тараса Шевченка (1915)

Археологічні пам'ятки
- Стоянка Чокурча (епоха палеоліту)

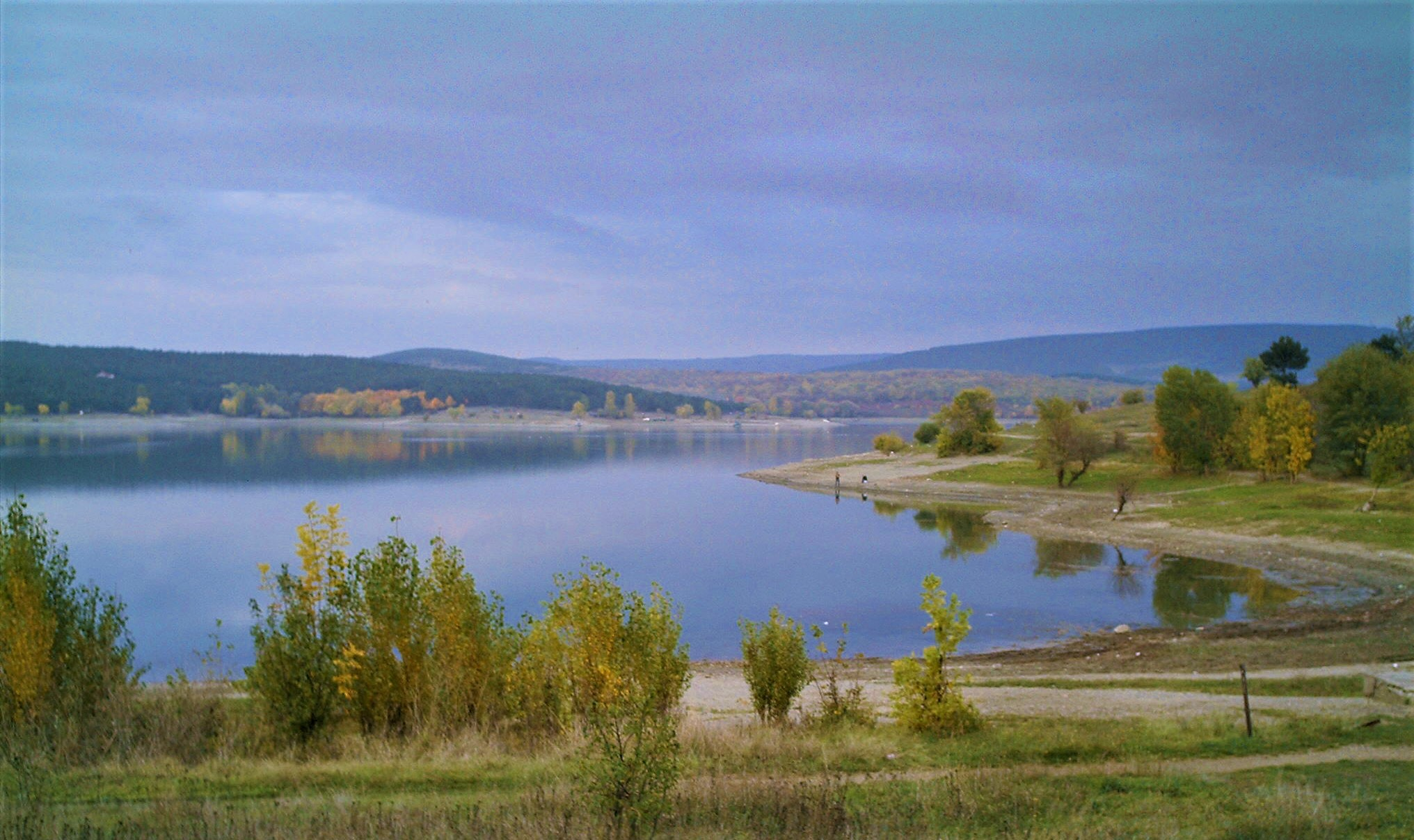
Сімферопольське водосховище

- Руїни городища Неаполя Скіфського.

Мальовничі околиці
- Садиба «Сабли» таврійського губернатора Бороздіна, XIX ст. — с. Каштанове, вул. Богданова.
- Садиба Кесслерів, XIX ст. — поч.XX ст. — с. Лозове.
- Житловий будинок колишньої садиби Кесслерів, XIX ст. — с. Піонерське.
- Мечеть Ескі-Сарай, XIV ст. — XV ст. — с. Піонерське.
- Пожарський заказник з дикорослими лікарськими рослинами — Лісовий масив Левадки.
- Зміїна печера — найбільша карстова порожнина передгір'я — (неподалік Левадки).
- Скеля, що плаче біля с. Пожарське — ландшафтний заказник.
- Закам'янілий потік вулканічної лави — с. Петропавлівка.
- Острівець-брила пермських вапняків — Сімферопольське водосховище.
- Печера-грот Чокурча — околиця Сімферополя.
- Карстова порожнина Вовчий грот — с. Донське.
- Печера-грот Киїк-Коба (одна з найстаріших стоянок первісної людини в Криму) — долина річки Зуї, 8 км на південь від с. Зуя.
- Печера Аянська — геологічний пам'ятник — с. Зарічне.
- Ділянки дубових гаїв (дубки) — с. Партизани.
- Ділянка узбережжя Чорного моря біля с. Миколаївка.
- Ділянка степу біля с. Сонячне.

## Відомі особи
Уродженці міста:
- Абселямов Мемет Абселямович (1911—1988) — радянський кримськотатарський художник.
- Аметов Решат Мідатович (1975—2014) — кримськотатарський активіст, перший громадянин України, убитий росіянами під час російської агресії проти України, Герой України (2017, посмертно).
- Ашеров Аківа Товійович (нар. 1938) — кібернетик, доктор технічних наук (1993), професор (1993).
- Аширов Рефат Алімджанович (нар. 1941) — кримськотатарський композитор.
- Афанасьєв Геннадій Сергійович (1990—2022) — український активіст громадянського спротиву російській окупації Криму, політв'язень, публіцист, військовий ЗСУ, у грудні 2022 року загинув під Білогорівкою.
- Вербовський Артем — український військовий, позивний Буйний, загинув 15 квітня 2022 року під час героїчної оборони міста Маріуполь на Донеччині[24].
- Виграненко Ростислав (нар. 1978) — музикант-органіст.
- Гаврилов Антон — український військовий, загинув 17 червня 2022 року на Донеччині[25].
- Головня Анатолій Дмитрович (1900—1982) — радянський кінооператор
- Гребенніков Віктор Степанович — ентомолог, художник.
- Денис Грищенко — український військовослужбовець, закінчив школу № 18, був гітаристом, згодом — вокалістом рок-гурту «Lithium», діджей-резидентом клубу «2 Капітани», був активістом Автомайдану, брав участь у Революції Гідності, загинув 11 січня 2023 року в бою з російськими окупантами в районі села Кліщіївка Бахмутського напрямку Донеччини[26].
- Кенігсон Володимир Володимирович (1907—1986) — радянський актор кіно і театру.
- Клепіков Олександр Сергійович — український військовий, учасник російсько-української війни, активний учасник Революції гідності і кримського спротиву 2013—2014 років, загинув 5 квітня 2022 року під час проведення пошуково-рятувальної місії в Запорізькій області[27].
- Кокурін Сергій Вікторович (1978—2014) — прапорщик Збройних сил України, перший убитий український військовослужбовець російськими окупантами під час російсько-української війни.
- Кошляков Володимир Миколайович (1922—2009) — український механік-теоретик, прикладний математик, педагог, доктор фізико-математичних наук.
- Краснов Станіслав Олександрович — український військовик та громадський діяч.
- Крементар Олексій Володимирович — український військовослужбовець, загинув в ході російсько-української війни.
- Кущ Віктор Максимович — український військовослужбовець, начальник оперативного відділу штабу Дієвої армії УНР, генерал-хорунжий.
- Ліптуга Олександр Сергійович (1986—2017) — старший сержант Збройних сил України, сапер, учасник російсько-української війни.
- Нудельман Леа (нар. 1955) — українська радянська й ізраїльська шахістка.
- Половінська-Джабраїлова Тетяна Анатоліївна (нар. 1965) — радянська українська спортсменка-легкоатлетка. Спеціалізувалася в бігу на довгі дистанції. Майстер спорту СРСР міжнародного класу.
- Савка Степан Романович — український військовослужбовець, загинув 18 жовтня 2022 року під час виконання бойового завдання на Донеччині[28].
- Сенцов Олег Геннадійович (нар. 1976) — український режисер, колишній політичний в'язень в Росії, громадський активіст, військовослужбовець ЗСУ.
- Совчі Тамара Дмитрівна (1941—2011) — радянська та російська актриса.
- Стяжкіна Тетяна Анатоліївна (нар. 1977) — українська шосейна велогонщиця, учасниця двох олімпіад.
- Хомський Станіслав Миколайович (1936—2011) — Народний артист Росії.
- Цибуленко Євген Миколайович (нар. 1972) — естонський професор права українського походження.
- Чекмак Вілор Петрович (1925—1941) — герой оборони Севастополя.
- Черняєв Євген Олександрович (1921—1992) — радянський і російський художник кіно.
- Філіппов Роман Сергійович (1936—1992) — радянський актор театру і кіно.

Мешкали та працювали: